# 栗本唯梨
栗本 唯梨（くりもと ゆいり、1994年8月29日 - ）は、長野県出身。日本の女性ダンサー、振付師、女優。

## 経歴
2014年、LGYankeesのバックダンサー。
2015年～2018年、読売ジャイアンツのマスコットガールヴィーナスの一員を勤める。
2017年からはジャイアンツヴィーナスダンススクールの講師を勤める傍ら、2019年から株式会社ローブに所属しミュージカルや舞台女優として活動している。

## 人物
趣味・特技はダンス、MC、振りの覚えが早い、編集作業 等

## 出演
- けものフレンズPARTY（2019年7月）
- ミュージカル「星の見た夢」（2019年8月 - 9月）ボーズン役
- だまれ、未来。（2019年11月）ゆか役
- レディ・ア・ゴーゴー!2019（2019年12月）蓮美華菫役
- ミュージカル ビックリマン～ザ⭐️ステージ～（2019年12月）アストラ役
- 舞台「Three Kingdoms～赤壁・呉国編」（2020年7月）孫尚香役
- 舞台「Three Kingdoms～赤壁・戦略編」（2020年11月）孫尚香役
- 「The Great Gatsby in Tokyo」（2021年9月 - 10月）キャサリン役
- 即興コントステージ（2021年11月23日、12月30日）
- ミュージカル「モンブラン～黄昏のROUTE69～」（2022年7月8日 - 10日）ミルク役
- 舞台「25Magic」（2022年12月10日 - 19日）小森紗季役
- ミュージカル「VOICE」2023（2023年4月6日 - 9日）[2][3]
- 舞台 「ラブマイセルフ2024～最後は自分を好きになる～」（2024年4月10日 - 14日）灯結月 役[4]
- ミュージカル「追憶のアンブレラ～VOICE2024～」（2024年11月7日・9日）ライト 役[5]